# Puente Rey Eduardo VII
El puente Rey Eduardo VII es un viaducto ferroviario que cruza el río Tyne entre Newcastle upon Tyne y Gateshead, en la región del Nordeste de Inglaterra. Está clasificado como monumento del Reino Unido, y atendiendo a su historia, ha sido descrito como “el último gran puente ferroviario de Gran Bretaña”.
El puente fue diseñado y proyectado por Charles A. Harrison, ingeniero civil jefe del Ferrocarril del Noreste, y construido por la Cleveland Bridge & Engineering Company de Darlington. Consta de cuatro tramos de celosía de acero que descansan sobre pilares de hormigón. Su longitud total es de 1150 pies (350,5 m), con una altura de 112 pies (34,1 m) por encima del nivel de la marea alta. Su costo fue de más de 500.000 libras esterlinas.
El rey Eduardo VII y su esposa la reina Alejandra inauguraron oficialmente el puente el 10 de julio de 1906, a pesar de que todavía estaba sin terminar por completo en ese momento. El tráfico general comenzó a usar la estructura el 1 de octubre de 1906. Antes de su finalización, para llegar a la Estación de Newcastle, los trenes usaban el antiguo puente Alto sobre el Tyne y tenían que salir de la estación en la misma dirección en la que llegaban pero dando marcha atrás. La construcción del puente permitió que el ferrocarril dispusiera de cuatro vías de tren más y de una línea directa a través de la estación, lo que permitió que los trenes llegaran o salieran en ambos sentidos sin necesidad de invertir su marcha, lo que alivió en gran medida la congestión del tráfico generada por la antigua configuración de las vías.

## Historia

### Antecedentes
La reina Victoria había inaugurado oficialmente en 1849 el puente Alto, un elaborado viaducto ferroviario y de carretera de dos pisos construido en Newcastle upon Tyne para permitir que el tráfico cruzara el sobre el río Tyne. Una vez que se completó el puente, los trenes ya podían llegar a la Estación de Newcastle, recientemente construida. Sin embargo, la configuración de vías resultante no era ideal en la práctica, ya que para volver de la estación, los trenes tenían que retroceder a través del puente Alto, lo que implicaba un proceso lento y complicado.
A lo largo de los 50 años siguientes, la red ferroviaria de Gran Bretaña y el número de pasajeros habían crecido enormemente. En la década de 1890, la gran cantidad de tráfico que cruzaba el puente Alto, aproximadamente 800 movimientos de trenes y locomotoras de maniobras ligeras al día, se había convertido en un quebradero de cabeza para el NER, que operaba los servicios a través del viaducto. Para muchos había quedado claro que se necesitaba desesperadamente la construcción de un segundo puente ferroviario sobre el Tyne con el fin de aliviar la presión sobre el puente Alto.
Las opciones consideradas incluyeron la construcción de un nuevo puente entre Dunston y Elswick, o entre Heaton y Pelaw, así como la ampliación del puente Alto existente para llevar seis vías en lugar de cuatro. Para 1898, la compañía se había decidido por su opción preferida de construir un nuevo puente adicional. Durante ese año, se mostró al público el proyecto del nuevo viaducto en el Evening Chronicle. El 9 de agosto de 1899, la Ley de Ferrocarriles del Noreste actualizada, que incluía la construcción de otro puente ferroviario sobre el Tyne entre sus disposiciones, recibió el consentimiento real.
En su forma original propuesta, el nuevo puente siguió un diseño funcional desarrollado por Charles Augustus Harrison, ingeniero jefe del Ferrocarril del Noreste. Harrison era sobrino de Thomas Elliot Harrison, quien junto con el ingeniero ferroviario pionero Robert Stephenson, había elaborado años antes el proyecto del puente Alto. El diseño inicial del puente requería que el río fuera cruzado por dos tramos, sostenidos por celosías de vigas, que se unirían con varios arcos en los tramos de acceso. Sin embargo, tuvo que ser rediseñado cuando se descubrió la presencia de minas de carbón abandonadas en ambos extremos del emplazamiento previsto para el puente.
El diseño revisado siguió siendo un puente de vigas de celosía que llevaba cuatro vías de tren, pero con un total de cuatro tramos sobre el río Tyne. Estos vanos estaban sostenidos por cinco pilares de sillería de piedra arenisca decorados con pares de semi arcos, estando tres de los apoyos sobre el río mismo. El acceso norte presentaba un total de diez arcos, que se utilizaron para albergar talleres.

### Construcción

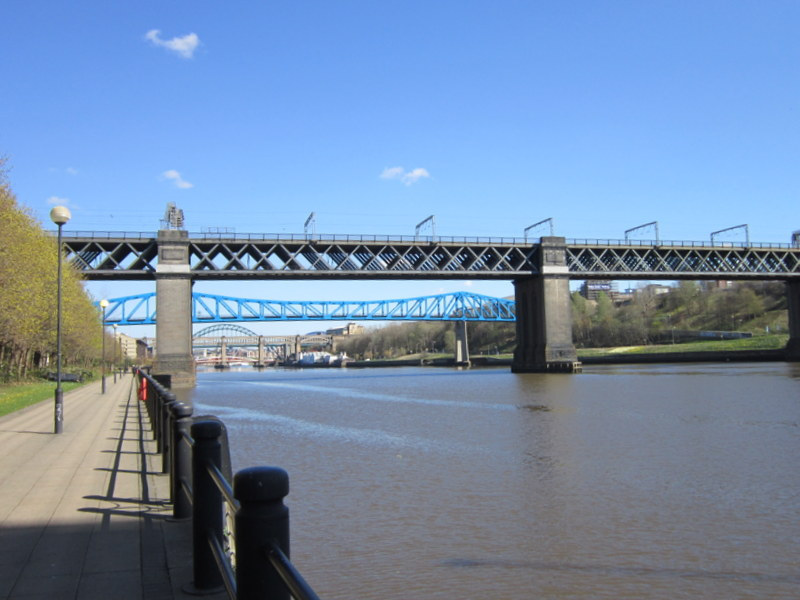
Vista lateral

El 13 de febrero de 1902, el contrato para la construcción del puente se adjudicó a la Cleveland Bridge & Engineering Company, con sede en Darlington. El programa fue financiado internamente en su totalidad por el Ferrocarril del Noreste. Excluyendo las compras de terrenos, su construcción costó aproximadamente 500.000 libras esterlinas, que se ha estimado en alrededor de 55 millones a precios de 2016. El 29 de julio de 1902, se iniciaron los trabajos de excavación de los cimientos de la estructura en el extremo de Newcastle.
Los cimientos debajo de los tres grandes pilares del río fueron colocados por buceadores trabajando en cajones con aire comprimido (grandes cámaras herméticas) bajo el agua. Se sabía que este era un trabajo peligroso incluso para la época; como tal, nadie menor de 40 años podía emplearse en esta tarea y cada hombre pasaba solo cuatro horas por turno en los cajones. Sin embargo, se registró que uno de los trabajadores murió y otro enfermó gravemente, lo que se atribuyó a los efectos del trabajo en presencia de aire comprimido. Otros trabajadores enfermaron como resultado de respirar el azufre y el hidrógeno que se filtraba de las vetas de carbón en las que se excavaron los cimientos.
La roca se excavó del interior de los cajones mediante voladuras; los trabajadores se refugiaron en una cámara hermética en el pozo de acceso mientras se detonaban las cargas. Una vez finalizados los trabajos de excavación, los cajones se llenaron con aproximadamente 28.450 toneladas de hormigón y se construyeron pilares encima de ellos. Cada pila, construida con sillería de arenisca y granito, se construyó con una disposición de triple fuste, midiendo 6.6 por 9.3 m los fustes laterales y 4.1 por 9.3 m el fuste central.
Una vez terminadas las pilas, se procedió al montaje in situ de los vanos sobre cimbras de madera. Los vanos que estaban sobre el río se levantaron uno cada vez, y durante este proceso, la mitad del ancho del río quedó cerrado al tráfico por razones de seguridad. El tablero del puente estaba formado por vigas de celosía de acero del tipo doble Warren, con un canto total de 8,2 metros (9 yd) y un espaciamiento de 3,35 metros (3,7 yd). La cubierta en sí contaba con 15,2 metros (16,6 yd) de ancho, mientras que el peso total de la esrructura de acero se estimó en alrededor de 5820 toneladas.
Quizás una de las instalaciones más notables utilizadas en la construcción del puente fue un transporte por cable elevado que cruzaba el río. En ese momento, era el teleférico más grande del mundo, y contaba con una longitud de 463.5 m y estaba suspendido 61 m sobre el nivel del río Tyne en marea alta. Se utilizó un cable de acero de 7.6 cm de diámetro para transportar más de 23.000 toneladas de material. Tras la finalización del puente, el teleférico se desmanteló y su cable se transportó al astillero Swan Hunter y Wigham Richardson en Wallsend, donde se reutilizó en la botadura del transatlántico RMS Mauretania.
Aunque la estructura no estaba todavía finalizada por completo, el rey Eduardo VII la inauguró oficialmente el 10 de julio de 1906 desde una plataforma provisional instalada en el extremo de Gateshead. Se decidió denominar la estructura en honor al monarca reinante, de ahí su nombre de Puente Rey Eduardo VII. Según el Evening Chronicle, el viaducto fue el primero en tener cuatro vías principales, aunque el espacio entre las vías ocasionalmente ha resultado ser demasiado estrecho para algunos trenes modernos de alta velocidad.
El 27 de septiembre de 1906 se comprobó la resistencia de la estructura mediante el paso sobre el puente de diez locomotoras, con un peso de alrededor de 100 toneladas cada una, acopladas en dos juegos de cinco, a una velocidad reducida de 6-8 millas por hora (10-13 km/h). Estas composiciones de locomotoras se hicieron circular intencionadamente una al lado de la otra para ejercer la máxima tensión posible sobre cada una de las vigas del puente.

### Vida útil
El 1 de octubre de 1906, el puente Rey Eduardo VII se abrió al tráfico general. Poco después, los trenes que usaban la ruta de la Línea Principal de la Costa Este cambiaron para acceder a la estación de Newcastle a través del nuevo cruce, mientras que los trenes con destino a Sunderland y Middlesbrough continuaron usando el antiguo puente Alto. A partir de marzo de 1907 se abrió una línea de carga hacia Dunston, al este de la línea principal.

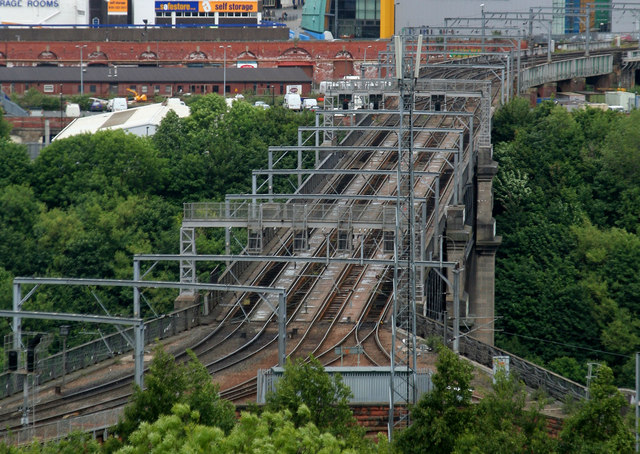
Las vías cruzando el puente

Durante 1908, el propio Harrison comentó sobre el viaducto que "... no había nada muy llamativo en el diseño del puente, excepto que era bastante más grande en luz y ancho y mayor en altura sobre el río que la mayoría de los puentes que se habían erigido en los últimos años". Sin embargo, pensó que los cajones de la estructura eran los más grandes que se habían hundido desde los utilizados para el puente de Forth.
Durante 1959, se cerró el cobertizo de locomotoras de Greenesfield en Gateshead; este cierre permitió la simplificación del trazado de las vías a través del puente. Lo más notable de este trabajo fue la reducción de cuatro líneas a tres en la estructura.
Entre 1976 y 1991, British Rail electrificó la mayor parte de la Línea Principal de la Costa Este. Como parte de este programa, el puente se equipó con pórticos de cableado aéreo.
En 1994 el puente pasó a ser monumento catalogado de Grado II.